# Calcio Femminile Bardolino Verona 2005-2006
Questa voce raccoglie le informazioni riguardanti l'Associazione Sportiva Dilettantistica Calcio Femminile Bardolino Verona nelle competizioni ufficiali della stagione 2005-2006.

## Divise e sponsor
La tenuta da gioco è formata da maglia gialla, pantaloncini blu e calzettoni gialli, o in alternativa completamente gialla. Il nuovo sponsor principale è Senini, azienda attiva nel settore di materiale per l'edilizia.
|  | 1ª divisa |

## Organigramma societario
Tratto da Annuario del calcio mondiale 2005-2006.
- General manager: Daniele Perina
- Direttore sportivo: Luciano Semenzato
- Segretario: Marco Facchinetti
- Addetto stampa: Daniele Perina

Area tecnica
- Allenatore: Renato Longega
- Allenatore in seconda e Primavera: Mario Neboli
- Preparatore atletico: Luca Monese
- Preparatore portieri: Giovanni Avesani

Area sanitaria
- Medico sociale: Gianpaolo Rosi
- Massaggiatore: Ivano Perricone

## Rosa
Tratto da Annuario del calcio mondiale 2005-2006.
| N. |                   | Ruolo | Calciatrice         |
| -- | ----------------- | ----- | ------------------- |
|    | Italia (bandiera) | P     | Francesca Berti     |
|    | Italia (bandiera) | P     | Paola Bianchi       |
|    | Italia (bandiera) | P     | Fabiana Comin       |
|    | Italia (bandiera) | D     | Laura Barbierato    |
|    | Italia (bandiera) | D     | Cristina Bonometti  |
|    | Italia (bandiera) | D     | Cristina Cassanelli |
|    | Italia (bandiera) | D     | Giorgia Motta       |
|    | Italia (bandiera) | D     | Daniela Tavalazzi   |
|    | Italia (bandiera) | D     | Daniela Turra       |
|    | Italia (bandiera) | D     | Stefania Zanoletti  |
|    | Italia (bandiera) | C     | Elisa Camporese     |
|    | Italia (bandiera) | C     | Elena Ficarelli     |
|    | Italia (bandiera) | C     | Maddalena Gozzi     |

| N. |                   | Ruolo | Calciatrice            |
| -- | ----------------- | ----- | ---------------------- |
|    | Italia (bandiera) | C     | Debora Mascanzoni      |
|    | Italia (bandiera) | C     | Alessia Tuttino        |
|    | Italia (bandiera) | C     | Maria Iole Volpi       |
|    | Italia (bandiera) | C     | Sara Zanotti           |
|    | Italia (bandiera) | A     | Chiara Battistoli      |
|    | Italia (bandiera) | A     | Valentina Boni         |
|    | Italia (bandiera) | A     | Paola Brumana          |
|    | Italia (bandiera) | A     | Veronica Franceschetti |
|    | Italia (bandiera) | A     | Melania Gabbiadini     |
|    | Italia (bandiera) | A     | Cristiana Girelli      |
|    | Italia (bandiera) | A     | Michela Lonardi        |
|    | Italia (bandiera) | A     | Susanna Manzoni        |

## Calciomercato

### Sessione estiva
| Acquisti | Acquisti          | Acquisti  | Acquisti         |
| R.       | Nome              | da        | Modalità         |
| -------- | ----------------- | --------- | ---------------- |
| D        | Daniela Tavalazzi | Reggiana  | definitivo       |
| C        | Maria Iole Volpi  | ACF Milan | definitivo       |
| A        | Paola Brumana     | Como 2000 | rinnovo prestito |

| Cessioni | Cessioni          | Cessioni  | Cessioni |
| R.       | Nome              | a         | Modalità |
| -------- | ----------------- | --------- | -------- |
| D        | Ilenia Sancassani | ACF Milan |          |

## Risultati

### Serie A

#### Girone di andata
| Arbitro: | Claudio Pellegrini (Roma 2) |

|                                                            |           |  |
| Boni 2’, 37’, 56’, 57’, 77’, 83’ Gabbiadini 3’ Brumana 87’ | Marcatori |  |

| Oristano 15 ottobre 2005, ore 15:00 CEST 2ª giornata                                                           | Atletico Oristano | 0 – 10 referto                                                               | Bardolino Verona | Stadio comunale Tharros |
| \| \| \| \| \| \| Marcatori \| 6’, 33’, 54’, 75’, 76’ Gabbiadini 20’ Brumana 55’, 74’, 84’, 90’ (rig.) Boni \| |                   |                                                                              |                  |                         |
| |                   |                                                                              |                  |                         |
| | Marcatori         | 6’, 33’, 54’, 75’, 76’ Gabbiadini 20’ Brumana 55’, 74’, 84’, 90’ (rig.) Boni |                  |                         |

| Arbitro: | Andrea Zambelli (Brescia) |

|               |           |             |
| Camporese 40’ | Marcatori | 56’ Marsico |

| Arbitro: | Angelini (Ascoli Piceno) |

|  |           |                        |
|  | Marcatori | 45’ Camporese 85’ Boni |

| Arbitro: | Papaiz (Maniago) |

|                                                         |           |  |
| Bonometti 2’ Volpi 16’ Brumana 24’, 47’ Boni 74’ (rig.) | Marcatori |  |

| Arbitro: | Fabrizio Ponzeveroni (Padova) |

|  |           |          |
|  | Marcatori | 76’ Boni |

| Arbitro: | Mauri (Trento) |

|                |           |  |
| Gabbiadini 75’ | Marcatori |  |

| Arbitro: | Strozza |

|  |           |                                               |
|  | Marcatori | 5’, 46’ Boni 45’ Gabbiadini 88’ (aut.) Biallo |

| Arbitro: | Dal Cin |

|                 |           |                  |
| Boni 53’ (rig.) | Marcatori | 7’, 89’ Paliotti |

| Arbitro: | Francesco Benedetto (Messina) |

|                                        |           |                 |
| Panico 44’, 68’, 86’, 90+4’ Pasqui 90’ | Marcatori | 80’ (rig.) Boni |

| 28 gennaio 2006, ore 14:30 CET 11ª giornata | Bardolino Verona | 1 – 0 | Agliana |  |
| \| \| \| \| \| Boni \| Marcatori \| \|      |                  |       |         |  |
|                                             |                  |       |         |  |
| Boni                                        | Marcatori        |       |         |  |

#### Girone di ritorno
| Arbitro: | Giorgianni |

|             |           |                    |
| Mangili 14’ | Marcatori | 20’ Boni 40’ Gozzi |

| Arbitro: | Pellegrini (Arco) |

|                                                                                      |           |  |
| 2’, 65’ Tuttino 9’ Bonometti 30’, 40’, 71’, 92’ Boni 46’, 90’ Gabbiadini 69’ Manzoni | Marcatori |  |

| 18 febbraio 2006, ore 14:30 CET 14ª giornata | ACF Milan | 0 – 0 referto | Bardolino Verona | (ca. 50 spett.)\| Arbitro: \| Reali \| |
| Arbitro:                                     | Reali     |               |                  |                                        |

| Arbitro: | Dal Cin (Chiari) |

|                                 |           |  |
| Gabbiadini 50’, 61’ Brumana 73’ | Marcatori |  |

| Arbitro: | Boriello (Mantova) |

|            |           |                        |
| Pontil 66’ | Marcatori | 4’ Brumana 86’ Manzoni |

| Arbitro: | Pellegrini (Arco-Riva) |

|                                   |           |  |
| Tuttino 65’, 85’ Brumana 70’, 81’ | Marcatori |  |

| Arbitro: | Gabrielli (Oristano) |

|                                            |           |  |
| Tona 45’ Ficarelli 49’ (aut.) Pedersen 73’ | Marcatori |  |

| Arbitro: | Fabrizio Ponzeveroni (Padova) |

|                           |           |  |
| Camporese 13’ Girelli 73’ | Marcatori |  |

| Arbitro: | Metelli (Chiari) |

|                                          |           |                      |
| Paliotti 18’, 61’ Gazzoli 45+2’ Dedè 86’ | Marcatori | 1’ Tuttino 22’ Turra |

| Arbitro: | Alessandro Rottoli |

|                              |           |                             |
| Gabbiadini 2’, 36’ Gozzi 70’ | Marcatori | 20’ Miniati 64’, 89’ Panico |

| Agliana 28 gennaio 2006, ore 15:00 CEST 22ª giornata | Agliana   | 0 – 1 referto      | Bardolino Verona | Stadio com. Germano Bellucci (ca. 200 spett.) |
| \| \| \| \| \| \| Marcatori \| 76’ (aut.) Cagetti \| |           |                    |                  |                                               |
|                                                      |           |                    |                  |                                               |
|                                                      | Marcatori | 76’ (aut.) Cagetti |                  |                                               |

### Coppa Italia

#### Primo turno
Girone 4
| Calmasino, Bardolino 11 settembre 2005 | Bardolino Verona | 0 – 0 | Atalanta | Stadio comunale Belvedere |

| 18 settembre 2005 | Trento | 0 – 9 | Bardolino Verona |  |

| Calmasino, Bardolino 2 ottobre 2005 | Bardolino Verona | 3 – 2 | Brescia | Stadio comunale Belvedere |

| Porto Mantovano 14 gennaio 2006 | Porto Mantovano | 1 – 5 | Bardolino Verona |  |

#### Quarti di finale
| 25 febbraio 2006 | M. Matese Bojano | 2 – 4 | Bardolino Verona |  |

#### Semifinali
| Arbitro: | Trovato (Rossano) |

|                                                  |           |                              |
| Cancelliere 32’ (aut.) Brumana 63’ Bonometti 83’ | Marcatori | 7’ Gangheri 76’ (rig.) Zorri |

#### Finale
| Reggio Calabria 25 maggio 2006 Finale                                                         | Bardolino Verona | 4 – 1 referto | Agliana |  |
| \| \| \| \| \| Brumana 10’ Camporese 46’ Gabbiadini 60’, 75’ \| Marcatori \| 53’ Ciardelli \| |                  |               |         |  |
|                                                                                               |                  |               |         |  |
| Brumana 10’ Camporese 46’ Gabbiadini 60’, 75’                                                 | Marcatori        | 53’ Ciardelli |         |  |

### UEFA Women's Cup

#### Prima fase a gironi
Girone 2
| Zagabria 9 agosto 2005, ore 18:30 | Bardolino Verona | 3 – 0 | Dinamo-Maksimir | Stadio Hitrec Kacian |

| Zagabria 11 agosto 2005 | University College Dublin | 0 – 2 | Bardolino Verona | Stadio Hitrec Kacian |

| Zagabria 13 agosto 2005 | Bardolino Verona      | 0 – 0 referto | Neulengbach | Stadio Hitrec Kacian\| Arbitro: \| Nadezhda Ulyanovskaya \| |
| Arbitro:                | Nadezhda Ulyanovskaya |               |             |                                                             |

### Supercoppa italiana
| Arbitro: | Cuscito (Pistoia) |

|          |           |  |
| Boni 86’ | Marcatori |  |

## Statistiche

### Statistiche di squadra
| Competizione        | Punti | In casa | In casa | In casa | In casa | In casa | In casa | In trasferta | In trasferta | In trasferta | In trasferta | In trasferta | In trasferta | Totale | Totale | Totale | Totale | Totale | Totale | DR  |
| Competizione        | Punti | G       | V       | N       | P       | Gf      | Gs      | G            | V            | N            | P            | Gf           | Gs           | G      | V      | N      | P      | Gf     | Gs     | DR  |
| ------------------- | ----- | ------- | ------- | ------- | ------- | ------- | ------- | ------------ | ------------ | ------------ | ------------ | ------------ | ------------ | ------ | ------ | ------ | ------ | ------ | ------ | --- |
| Serie A             | 48    | 11      | 8       | 2       | 1       | 39      | 6       | 11           | 7            | 1            | 3            | 25           | 14           | 22     | 15     | 3      | 4      | 64     | 20     | +44 |
| Coppa Italia        | -     | 4       | 3       | 1       | 0       | 10      | 5       | 3            | 3            | 0            | 0            | 18           | 3            | 7      | 6      | 1      | 0      | 28     | 8      | +20 |
| Supercoppa italiana | -     | -       | -       | -       | -       | -       | -       | -            | -            | -            | -            | -            | -            | 1      | 1      | 0      | 0      | 1      | 0      | +1  |
| UEFA Women's Cup    | -     | -       | -       | -       | -       | -       | -       | -            | -            | -            | -            | -            | -            | 3      | 2      | 1      | 0      | 5      | 0      | +5  |
| Totale              | -     | -       | -       | -       | -       | -       | -       | -            | -            | -            | -            | -            | -            | 33     | 24     | 5      | 4      | 98     | 28     | +70 |

### Statistiche delle giocatrici
Dalle statistiche in possesso mancano i dati dell'incontro dell'11ª giornata Bardolino Verona-Agliana 1-0, del quale ancora non si è trovato alcun riferimento; per deduzione si ritiene che la rete mancante assegnata da altre fonti a Boni sia quella relativa a questo incontro da cui Boni è l'unica a integrare tutte le presenze in campionato.
| Giocatore        | Serie A  | Serie A | Serie A     | Serie A    | Coppa Italia | Coppa Italia | Coppa Italia | Coppa Italia | Supercoppa italiana | Supercoppa italiana | Supercoppa italiana | Supercoppa italiana | Champions League | Champions League | Champions League | Champions League | Totale   | Totale | Totale      | Totale     |
| Giocatore        | Presenze | Reti    | Ammonizioni | Espulsioni | Presenze     | Reti         | Ammonizioni  | Espulsioni   | Presenze            | Reti                | Ammonizioni         | Espulsioni          | Presenze         | Reti             | Ammonizioni      | Espulsioni       | Presenze | Reti   | Ammonizioni | Espulsioni |
| ---------------- | -------- | ------- | ----------- | ---------- | ------------ | ------------ | ------------ | ------------ | ------------------- | ------------------- | ------------------- | ------------------- | ---------------- | ---------------- | ---------------- | ---------------- | -------- | ------ | ----------- | ---------- |
| L. Barbierato    | 17       | 0       | ?           | ?          | ?            | ?            | ?            | ?            | 1                   | 0                   | ?                   | ?                   | ?                | ?                | ?                | ?                | 18+      | 0+     | ?           | ?          |
| C. Battistoli    | 1        | 0       | ?           | ?          | ?            | ?            | ?            | ?            | -                   | -                   | -                   | -                   | ?                | ?                | ?                | ?                | 1+       | 0+     | 0+          | 0+         |
| F. Berti         | 3        | -6      | ?           | ?          | ?            | ?            | ?            | ?            | -                   | -                   | -                   | -                   | ?                | ?                | ?                | ?                | 3+       | -6+    | 0+          | 0+         |
| P. Bianchi       | -        | -       | -           | -          | ?            | ?            | ?            | ?            | -                   | -                   | -                   | -                   | ?                | ?                | ?                | ?                | 0+       | 0+     | 0+          | 0+         |
| V. Boni          | 15       | 22      | ?           | ?          | ?            | ?            | ?            | ?            | 1                   | 1                   | ?                   | ?                   | ?                | ?                | ?                | ?                | 16+      | 23+    | ?           | ?          |
| C. Bonometti     | 16       | 2       | ?           | ?          | ?            | ?            | ?            | ?            | 1                   | 0                   | ?                   | ?                   | ?                | ?                | ?                | ?                | 17+      | 2+     | ?           | ?          |
| P. Brumana       | 20       | 8       | ?           | ?          | ?            | ?            | ?            | ?            | -                   | -                   | -                   | -                   | ?                | ?                | ?                | ?                | 20+      | 8+     | 0+          | 0+         |
| E. Camporese     | 16       | 3       | 2           | ?          | ?            | ?            | ?            | ?            | 1                   | 0                   | ?                   | ?                   | ?                | ?                | ?                | ?                | 17+      | 3+     | 2+          | ?          |
| C. Cassanelli    | 20       | 0       | 1           | ?          | ?            | ?            | ?            | ?            | 1                   | 0                   | ?                   | ?                   | ?                | ?                | ?                | ?                | 21+      | 0+     | 1+          | ?          |
| F. Comin         | 20       | -14     | ?           | 1          | ?            | ?            | ?            | ?            | 1                   | 0                   | ?                   | ?                   | ?                | ?                | ?                | ?                | 21+      | -14+   | ?           | 1+         |
| E. Ficarelli     | 19       | 0       | 1           | ?          | ?            | ?            | ?            | ?            | 1                   | 0                   | ?                   | ?                   | ?                | ?                | ?                | ?                | 20+      | 0+     | 1+          | ?          |
| V. Franceschetti | 2        | 0       | ?           | ?          | ?            | ?            | ?            | ?            | -                   | -                   | -                   | -                   | ?                | ?                | ?                | ?                | 2+       | 0+     | 0+          | 0+         |
| M. Gabbiadini    | 14       | 14      | ?           | ?          | ?            | ?            | ?            | ?            | -                   | -                   | -                   | -                   | ?                | ?                | ?                | ?                | 14+      | 14+    | 0+          | 0+         |
| C. Girelli       | 7        | 1       | ?           | ?          | ?            | ?            | ?            | ?            | 1                   | 0                   | ?                   | ?                   | ?                | ?                | ?                | ?                | 8+       | 1+     | ?           | ?          |
| M. Gozzi         | 16       | 2       | ?           | ?          | ?            | ?            | ?            | ?            | 1                   | 0                   | ?                   | ?                   | ?                | ?                | ?                | ?                | 17+      | 2+     | ?           | ?          |
| M. Lonardi       | 3        | 0       | ?           | ?          | ?            | ?            | ?            | ?            | -                   | -                   | -                   | -                   | ?                | ?                | ?                | ?                | 3+       | 0+     | 0+          | 0+         |
| S. Manzoni       | 6        | 2       | ?           | ?          | ?            | ?            | ?            | ?            | -                   | -                   | -                   | -                   | ?                | ?                | ?                | ?                | 6+       | 2+     | 0+          | 0+         |
| D. Mascanzoni    | 10       | 0       | ?           | ?          | ?            | ?            | ?            | ?            | 1                   | 0                   | ?                   | ?                   | ?                | ?                | ?                | ?                | 11+      | 0+     | ?           | ?          |
| G. Motta         | 13       | 0       | ?           | ?          | ?            | ?            | ?            | ?            | 1                   | 0                   | ?                   | ?                   | ?                | ?                | ?                | ?                | 14+      | 0+     | ?           | ?          |
| D. Tavalazzi     | 17       | 0       | ?           | ?          | ?            | ?            | ?            | ?            | 1                   | 0                   | ?                   | ?                   | ?                | ?                | ?                | ?                | 18+      | 0+     | ?           | ?          |
| S. Toselli       | 1        | 0       | ?           | ?          | ?            | ?            | ?            | ?            | -                   | -                   | -                   | -                   | ?                | ?                | ?                | ?                | 1+       | 0+     | 0+          | 0+         |
| D. Turra         | 21       | 1       | ?           | ?          | ?            | ?            | ?            | ?            | 1                   | 0                   | ?                   | ?                   | ?                | ?                | ?                | ?                | 22+      | 1+     | ?           | ?          |
| A. Tuttino       | 21       | 5       | ?           | ?          | ?            | ?            | ?            | ?            | -                   | -                   | -                   | -                   | ?                | ?                | ?                | ?                | 21+      | 5+     | 0+          | 0+         |
| M. I. Volpi      | 7        | 1       | ?           | ?          | ?            | ?            | ?            | ?            | 1                   | 0                   | ?                   | ?                   | ?                | ?                | ?                | ?                | 8+       | 1+     | ?           | ?          |
| S. Zanoletti     | 1        | 0       | ?           | ?          | ?            | ?            | ?            | ?            | -                   | -                   | -                   | -                   | ?                | ?                | ?                | ?                | 1+       | 0+     | 0+          | 0+         |
| S. Zanotti       | -        | -       | -           | -          | ?            | ?            | ?            | ?            | -                   | -                   | -                   | -                   | ?                | ?                | ?                | ?                | 0+       | 0+     | 0+          | 0+         |